# Chuvas de Verão (filme)
Chuvas de Verão é um filme brasileiro de 1977, um drama dirigido por Cacá Diegues. A cena de amor entre os personagens de Jofre Soares e Miriam Pires foi considerada revolucionária por mostrar o nu, o amor e o sexo na terceira idade. A atriz inclusive relutou em aceitar a personagem pela dificuldade de expor o seu corpo numa idade mais avançada.[carece de fontes?] Em novembro de 2015 o filme entrou na lista feita pela Associação Brasileira de Críticos de Cinema (Abraccine) dos 100 melhores filmes brasileiros de todos os tempos.

## Sinopse
Os jornais do Rio de Janeiro trazem manchetes sobre a perseguição policial ao bandido Lacraia e ao sequestrador desconhecido de uma pequena menina, enquanto o funcionário público Afonso inicia a sua aposentadoria. Com setenta anos e morador do subúrbio carioca, Afonso só pensa em ficar de pijamas o dia todo. Enquanto os amigos e familiares faziam uma festa para ele pela sua aposentadoria, Afonso descobre que Lacraia é namorado de sua empregada Lurdinha e que ela o escondeu num quarto da casa dele. Ele não gosta disso mas passa a evitar que os vizinhos e principalmente o amigo e esperto malandro Juraci descubram sobre o casal e o entregue à polícia. Também se envolve com os problemas da filha e dos amigos e começa uma relação de amizade, amor e respeito com a vizinha Isaura.

## Elenco
- Jofre Soares .... Afonso
- Miriam Pires .... Isaura
- Paulo César Pereio .... Juraci
- Rodolfo Arena .... Lourenço
- Daniel Filho .... Geraldinho
- Marieta Severo .... Dodora
- Sady Cabral .... Abelardo
- Lourdes Mayer .... Dona Helô
- Gracinda Freire .... Judith
- Cristina Aché .... Lurdinha
- Luis Antônio .... Honório, o Lacraia
- Roberto Bonfim .... Delegado
- Emmanuel Cavalcanti .... Cardoso
- Jorge Coutinho .... Sanhaço
- Carlos Gregório .... Paulinho
- Procópio Mariano .... chofer de táxi
- Zaira Zambelli .... moça da repartição
- Regina Casé .... moça da repartição[2]

## Trilha sonora
Waldir Azevedo, Erasmo Carlos, Roberto Carlos, Jararaca, Herivelto Martins (autor da canção "Caminhemos", interpretada por Francisco Alves ) e Paulinho da Viola participam da trilha sonora do filme.

## Principais prêmios
Festival de Brasília 1978 (Brasil)
- Recebeu o Troféu Candango nas categorias de melhor montagem, melhor atriz coadjuvante (Miriam Pires), melhor cenografia e melhor ator coadjuvante (Paulo César Pereio).

Federação dos Cine Clubes do Rio de Janeiro (Brasil)
- Prêmio São Saruê de melhor filme.

Troféu APCA 1979 (Associação Paulista de Críticos de Arte, Brasil)
- Gracinda Freire recebeu o troféu na categoria de melhor atriz coadjuvante[carece de fontes?]